# فؤاد یکم
احمد فؤاد (به عربی: أحمد فؤاد) (زاده ۲۶ مارس ۱۸۶۸ - درگذشته ۲۸ آوریل ۱۹۳۶) معروف به ملک فؤاد یکم است که بعد از فوت برادرش حسین کامل در سال ۱۹۱۷ به سلطنت مصر رسید.

## خانواده
وی از خاندان محمدعلی پاشای خدیوی بود که اصالتاً آلبانیایی بودند.
احمد فؤاد دو بار ازدواج کرد. همسر اول وی شویکار خانم نام داشت و دختر عمویش بود که در سال ۱۸۹۵ با هم ازدواج کردند و صاحب یک پسر به‌نام اسماعیل و یک دختر به نام فوقیه شدند. اسماعیل همان ابتدا در اثر بیماری می‌میرد. فؤاد به‌دلیل اختلاف شدیدی که با برادر زنش پیدا کرد در سال ۱۸۹۸ از شویکار جدا شد.
در سال ۱۹۱۹ عاشق نازلی صبری، دختر یکی از پاشاها شد و با او ازدواج کرد. حاصل این ازدواج یک پسر به‌نام فاروق بود و چهار دختر به‌نام‌های: فوزیه، فایزه، فایقه و فتحیه. زندگی فؤاد با نازلی هم پر از درگیری و کشمکش بود. او پدر زن محمدرضا پهلوی، شاه ایران به حساب می‌آمد.

## دوران پادشاهی
حکومت فؤاد نیز به‌طور غیر مستقیم تحت سلطه بریتانیا بود با وجود این فؤاد با لیاقت‌تر از پسرش فاروق بود. او حقوق خاندان سلطنتی را در پارلمان لحاظ کرد.
در زمان پادشاهی فؤاد، شیوه حکومتی مصر از حالت عثمانی -مصری سنتی به حالت اروپایی متمایل شد و فؤاد لقب خود را از سلطان به ملک (king) تغییر داد.

## مرگ
ملک فؤاد در سال ۱۹۳۶ در اثر سکتهٔ قلبی درگذشت.